# Lac Fawn
Pour les articles homonymes, voir Fawn.
Le lac Fawn (en anglais : Fawn Lake) est un lac américain dans le comté de Tuolumne, en Californie. Il est situé à 2 484 mètres d'altitude au sein de la Yosemite Wilderness, dans le parc national de Yosemite.